# Паулет, Чарльз, 13-й маркиз Уинчестер
Чарльз Паулет, 13-й маркиз Уинчестер (англ. Charles Paulet, 13th Marquess of Winchester, при рождении Lord Charles Ingoldsby Paulet; 1764—1843) — британский пэр, придворный; с 1794 по 1800 год — граф Уилтшир; член Тайного совета Великобритании.

## Биография
Родился 27 января 1764 года, был старшим сыном 12-го маркиза Уинчестера.
Получил образование в Итонском колледже и Клэр-колледже Кембриджского университета. После окончания обучения служил в 1784—1786 годах в 1st Regiment of Foot Guards в качестве прапорщика. С 1788 года капитан, с 1796 года — подполковник в North Hampshire Regiment of militia.
В 1792—1796 годах заседал в Палате общин в качестве члена парламента от округа Труро (Корнуолл). В 1796 году вернулся на службу в армию также в качестве подполковника и в 1798 году стал лордом-наместником Гэмпшира.
В 1812 году Паулет стал камергером стула при Георге III и оставался таковым при Георге IV вплоть до смерти Вильгельма IV в 1837 году.
16 августа 1839 года он добавил к своему имени фамилию Берроуз (Burroughs), унаследовав по завещанию имущество леди Сары Солсбери (Sarah Salusbury, урождённая Burroughs).
Умер 29 ноября 1843 года в Cavendish Square, Лондон. Был похоронен в местечке Amport, графство Гэмпшир. Титул перешел к его старшему сыну Джону.

### Семья
31 июля 1800 года Чарльз Паулет женился на Энн Эндрюс (умерла 21 марта 1841), у них было семеро детей:
1. Джон Паулет, 14-й маркиз Уинчестер (3 июня 1801 — 4 июля 1887) — британский пэр, военный деятель;
2. лорд Чарльз Паулет (Charles Paulet, 13 августа 1802 — 23 июля 1870) — был министром по делам религии;
3. лорд Джордж Паулет (12 августа 1803 — 22 ноября 1879) — адмирал Королевского ВМФ Великобритании;
4. лорд Уильям Паулет (7 июля 1804 — 9 мая 1893) — британский военачальник, фельдмаршал;
5. лорд Фредерик Паулет[англ.] (12 мая 1810 — 1 января 1871) — военный деятель, лейтенант-генерал;
6. леди Анабелла Паулет (Annabella, ок. 1807 — 26 мая 1855) — была замужем за контр-адмиралом Уильямом Рамсденом (William Ramsden);
7. леди Сесилия Паулет (Cecilia, ум. 23 августа 1890) — была замужем за сэром Charles des Voeux, 2nd Baronet.